# Арогенез
Арогенез — процесс преобразования организации, ведущий к ароморфозу (синоним − анагенез). Иногда используется как синоним понятия ароморфоз, что является не совсем корректным. Арогенез в качестве макроэволюционного процесса не может быть непрерывным, поскольку в этом случае утрачивается преемственность, и адаптации для организмов (таксонов) оказываются невозможными. Поэтому в качестве постоянного эволюционного процесса арогенез может мыслиться только как некая идеальная линия, составленная из развития разных таксонов.
Арогенез — направление эволюции, при котором, в результате приобретения новых крупных приспособлений, развитие групп сопровождается расширением адаптивной зоны и выходом в другие природные зоны.
Л. Е. Гринин и А. В. Коротаев считают, что понятие арогенеза вполне применимо к социальной эволюции, где появление нового социального арогенного качества 
 всегда есть результат синтеза надобщественного (цивилизационного, регионального, мир-системного, вплоть до общечеловеческого) масштаба развития и особенностей осуществившего инновацию общества.